# Det' bare mænd
Det' bare mænd (originaltitel: The Full Monty) er en britisk komediefilm fra 1997 instrueret af Peter Cattaneo efter manuskript af Simon Beaufoy. Filmens hovedroller spilles af Robert Carlyle, Mark Addy, William Snape, Steve Huison, Tom Wilkinson, Paul Barber og Hugo Speer. Filmen foregår i Sheffield i det nordlige England i 1990'erne og fortæller historien om seks arbejdsløse mænd, der beslutter sig for at danne en mandlig striptease-gruppe for at lave nogle penge og for, at hovedpersonen, Gaz, kan se sin søn. Gaz slår fast, at gruppens show vil være meget bedre end de berømte Chippendales-dansere, fordi de vil smide "the full monty" (d.v.s. smide alt tøjet) - deraf filmens titel.
Selv om filmen er en komedie, berører filmen også alvorlige emner som arbejdsløshed, fædres rettigheder, depression, impotens, homoseksualitet, arbejderklassekultur, selvmord m.v. Filmen modtog ved udgivelsen positive anmeldelser og blev en international kommerciel succes. Filmens budget var 3,5 mio. dollars, og den indtjente over $250 millioner. Filmen blev den mest indtjenende britiske film indtil den blev overgået af Titanic. Den vandt prisen for "bedste film" ved BAFTA Awards og ved European Film Award. Den blev nomineret til Oscar-priser for bedste film, bedste instruktør, bedste originale manuskript og bedste originale musical eller komedie og vandt den sidste.
Det britiske filminstitut rangerede Det' bare mænd som den 25. bedste britiske film i det 20. århundrede. Filmen blev adapteret til en musical i 2000, et teaterstykke i 2013 og en tv-serie.

## Handling
I midten af 1990'erne lukkede stålværkerne i Sheffield og de fleste arbejdere blev afskediget. De tidligere stålarbejdere Gary "Gaz" Schofield og Dave Horsfall stjæler metalskrot fra de forladte møller fabrikker for at tjene lidt penge, og de har taget Gaz' søn Nathan med for at få hjælp, men en sikkerhedsvagt overrasker dem og låser dem inde på det forladte stålværk.
Gaz har problemer med sin ekskone Mandy og hendes kæreste Barry om bl.a. børnebidrag, som han ikke har kunnet betale, siden han mistede sit job. Sønnen Nathan bor sammen med Mandy og Barry, men Gaz har stadig fælles forældremyndighed over ham. Nathan ville ønske, at han og hans far kunne lave mere "normale ting" sammen. Mandy har ansøgt om at få ophævet den fælles forældremyndighed. Gaz er desperat efter penge og efter Nathans kærlighed.
En dag opdager Gaz en flok kvinder, der står i kø uden for en lokal klub for at se et Chippendales-show, og han får idéen om at danne sin egen stripteasegruppe ved hjælp af lokale mænd i håb om at tjene penge nok til at betale sine børnebidrag. Den første, der slutter sig til gruppen, er Lomper, en tidligere sikkerhedsvagt på stålværket, hvor Dave og Gaz engang arbejdede. De finder ham, mens han forsøger af begå selvmord. Herefter rekrutterer de deres tidligere værkfører Gerald Cooper, der ikke har fortalt sin hustru, at han har mistet sit arbejde. Gaz og Dave ser Gerald og hans hustru, Linda, til en dansetime, og de rekrutterer ham til at lære dem nogle egentlige dansebevægelser.
De forsøger at skaffe flere medlemmer til gruppen og afholder en åben audition og beslutter sig for at optage Horse i gruppen. Horse er en ældre mand, der ikke desto mindre er en god danser. De optager også Guy, som slet ikke kan danse, men viser sig at være usædvanligt velbegavet. De seks mænd begynder at øve. Gaz finder ud af, at han skal betale et depositum på £100 for at leje klubben til gruppens show. Han har ikke pengene, men Nathan hæver sin opsparing og låner sin far pengene og siger, at han stoler på, at Gaz vil betale ham tilbage. Da de møder to lokale kvinder, mens de sætter plakater op for showet, praler Gaz med, at de er bedre end de rigtige Chippendales, fordi de går "the full monty". Dave, der kæmper med sit kropsbillede, opgiver og finder et job som sikkerhedsvagt hos supermarkedskæden Asda. De andre øver på stålværket i overværelse af nogle af Horses kvindelige familiemedlemmer, men en forbipasserende politimand arresterer dem midt i showet for uterlig optræden, hvilket koster Gaz retten til at se Nathan. Det lykkes dog Lomper og Guy at flygte til Lompers hus, hvor de ser kærligt på hinanden og indleder et forhold.
Gerald bliver smidt ud af Linda, efter at fogeden har været i deres hus og har tager udlæg i deres ejendele for at betale Geralds gæld, hvilket resulterer i, at han bliver nødt til at bo hos Gaz. Senere går Gaz til Asda-supermarkedet og spørger Dave, om han kunne "låne" en jakke til Lompers mors begravelse. Dave giver ham lov og beslutter sig også for at sige sit vagtjob op. De stjæler to jakkesæt og går til begravelsen sammen.
Gruppen får sat deres show sammen, men de bliver enige om at opgive planerne. Deres anholdelse har imidlertid givet dem omtale i byen og Gaz finder ud af, at showet er udsolgt. Det lykkes Gaz at overbevise de andre om alligevel at gennemføre én enkelt optræden.
Da gruppen skal til at optræde, nægter Gaz at gennemføre, da der er mænd blandt publikum, selvom plakaterne har angivet, at showet kun er for kvinder. De andre fem begynder showet uden ham, men sønnen Nathan beordrer Gaz til at gå på scenen. Gaz slutter sig herefter til de andre og optræder foran publikum. Filmen slutter med, at gruppen optræder på scenen foran et entusiastisk udsolgt publikum, hvor de stripper til Tom Jones' udgave "You Can Leave Your Hat On" - og som det sidste sidste element fjerner deres hatte...

## Medvirkende
- Robert Carlyle som Gary "Gaz" Schofield
- Mark Addy som Dave Horsfall
- Tom Wilkinson som Gerald Arthur Cooper
- Steve Huison som Lomper
- Paul Barber som Barrington "Horse" Mitchell
- Hugo Speer som Guy
- William Snape som Nathan Schofield
- Lesley Sharp som Jean Horsfall
- Emily Woof som Mandy
- Deirdre Costello som Linda Cooper
- Paul Butterworth som Barry
- Dave Hill som Alan
- Bruce Jones som Reg
- Andrew Livingston som Terry
- Vinny Dhillon som Sharon

## Filmens udgivelse og modtagelse

### Modtagelse blandt kritikere
Filmen opnåede opnåede næsten enstemmig ros kritikerne ved udgivelen, og filmen blev nomineret til en Oscar i kategorien "bedste film".
I sin anmeldelse af filmen skrev Magasinet Time Out New York: "Monty er meget mindre plat end titlen antyder. De sjoveste øjeblikke er ofte de mest subtile, som da fem af stripperne, der står i kø på jobcentret, finder sig selv ude af stand til at modstå at danse, da Donna Summers "Hot Stuff" pludselig spilles i radioen. Der er overraskende lidt vulgaritet, til dels fordi filmen ikke kan stoppe med at tænke på kvinder som en slags fjender (i det mindste er Monty mindre stødende end Brassed Off i den afdeling). Og forfriskende nok er dens definition af mandlige relationer bred nok til at lade to af fyrene finde kærligheden i hinandens arme."
Websitet Rotten Tomatoes giver filmen en "approval rating" på 96 % baseret på 55 anmeldelser, med en gennemsnitlig score på 7,50/10. Konsensus lyder: "Fræk og smittende godmodig blotter The Full Monty sit store bankende hjerte med et tvist af uartig komedie." Metacritic giver filmen en score på 75 ud af 100 baseret på 31 kritikeres anmeldelser, hvilket indikerer "generelt gunstige anmeldelser".

### Salg
Det' bare mænd fik premiere i seks biografer i USA den 13. august 1997 og indspillede $244.375 i de første fem dage, med et gennemsnit biograf i åbningsweekenden på $29.430; den højeste for en film den weekend. Filmen blev i den følgende weekend vist i 10 biografer og derefter 36 biografer til Labor Day-weekenden (29. august – 1. september), hvor den forsat var den film, der indspillede mest pr. biograf ($25.344). Den indtjente i alt 1,7 $ millioner i løbet af de første 20 dage. Da filmen blev udgivet i Storbritannien den 29. august 1997 i 224 biografer indspillede den 1.593.928 pund på tre dage, og den næstmest sælgende film i Storbritannien, efter Men in Black, som indtjente 1,7 mio. pund, men blev vist i næsten dobbelt så mange biografer (411). Senere blev filmen den mest sælgende i Storbritannien, en position den fastholdt i ni uger, hvilket er det længste en film har været nr. et i Storbritannien. Ni uger efter udgivelsen blev den den mest sælgende britiske film nogensinde og overgik derved Fire bryllupper og en begravelse. Efter de ni uger som den mest indtjenende blev den overgået af Face/Off, men filmen vendte tilbage som den mest indtjenende for de næste to weekender. I USA blev visningerne udvidet til 387 biografer og senere igen til 650 biografer.
Filmen blev også et stor succes uden for Storbritannien og USA. Det var den meste sete film i Australien i fem uger i træk. Også i Europa blev filmen en stor succes. I januar 1998 overgik filmen Jurassic Park og blev den mest indtjenende film i Storbritannien og endte med at indtjene 52,2 mio. pund. Globalt indtjente filmen samlet 258 mio. USD ud fra et samlet budget for filmens produktion på 3,5 mio. USD.

### Priser og anerkendelse
Det' bare mænd vandt BAFTA-prisen for bedste film i 1997, hvor den slog favoritterne Titanic og LA Confidential. Carlyle vandt BAFTA-prisen for bedste mandlige hovedrolle. Den blev nomineret til i alt fire Oscar-priser: bedste film, bedste instruktør, bedste originale musik og bedste originale manuskript.
I 1997 blev Oscar-prisen for bedste originale musik opdelt i to kategorier: Dramatisk og Musical eller komedie. Ved Oscaruddelingen blev Titanic den store vinder og Det' bare mænd vandt "kun" en Oscar for originale musik, musical eller komedie for Anne Dudleys musik.
I Danmark modtog filmen ved Bodiluddelingen i 1998 en Bodil for bedste europæiske film og ved samme års Robert-uddeling modtog filmen en Robert for årets ikke-amerikanske film.
Filmen blev i 1999 optaget som nr. 25 på British Film Institutes liste over de 100 bedste britiske film.

## Soundtrack
Anne Dudleys Oscar for bedste original musik var en overraskelse, og nogle kritikere anså den for ufortjent, da prisen er for original musik, og de fleste af filmens højdepunkter er knyttet til populære sange, der allerede havde været hits.
Filmens musik blev udgivet på The Full Monty: Music from the Motion Picture Soundtrack, der indeholder to originale numre af Dudley plus pophits, inklusive et cover af Tom Jones af " You Can Leave Your Hat On" produceret af Dudley, der havde samarbejdet med Jones på et cover af Prince's "Kiss" fra 1988.
Soundtracket blev også en kommerciel succes og blev i Storbritannien certificeret til platin og til puld i USA.
1. "The Zodiac" – David Lindup (3:06)
2. " You Sexy Thing " – Hot Chocolate (4:03)
3. " You Can Leave Your Hat On " – Tom Jones (4:26)
4. " Moving on Up " – M People (5:29)
5. " Make Me Smile (Come Up and See Me) " – Steve Harley & Cocknet Rebel (3:59)
6. "The Full Monty" – Anne Dudley (3:04)
7. "The Lunchbox has Landed" – Anne Dudley (2:14)
8. " Land of a Thousand Dances " - Wilson Pickett (2:24)
9. " Rock &amp; Roll, Pt. 2 " – Gary Glitter (3:02)
10. " Hot Stuff " – Donna Summer (3:49)
11. " We Are Family" – Sister Sledge (3:35)
12. " Flashdance... What a Feeling " – Irene Cara (3:49)
13. " The Stripper " – Joe Loss &amp; His Orchestra (2:11)

## Andre udgaver
Filmen blev i 1998 omskrevet til en roman af den britiske forfatter Wendy Holden.
I 2000 blev filmen omskrevet til en Broadway- musical også med titlen The Full Monty; karaktererne og omgivelserne blev amerikaniseret. Musicalen blev opført i Storbritannien i 2002 i West End på Prince of Wales Theatre i 2002 og blev også opført i Danmark på Stærekassen i København.
Det blev også omskrevet til et skuespil af den oprindelige manuskriptforfatter Simon Beaufoy. Skuespillet havde premiere i Sheffield i februar 2013 og blev senere sat op i West End på Noël Coward Theatre i 2014.

### Tv-serie
I 2023 udgav FX Networks og Disney+ en kort tv-serie baseret på filmen med flere af de oprindelige skuespillere på rollelisten, herunder Carlyle, Wilkinson, Addy og Speer; Speer blev dog i 2022 fjernet fra serien på grund af påstande om "upassende adfærd". Serien havde premiere den 14. juni 2023.